# Nemo me impune lacessit
Nemo me impune lacessit (på dansk: Ingen krænker mig ustraffet) var Kongeriget Skotlands motto. Det bruges i dag som motto når den britiske regent besøger Skotland. Den britiske regent har et særligt våbenskjold, der kun bruges i forbindelse med besøg i Skotland, hvorpå mottoet findes.
Det samme motto blev brugt af Edgar Allan Poe som tilhørende den fiktive familie Montresor i novellen Amontillado-fadet.